# Guvernorat
Un guvernorat este o diviziune administrativă condusă de un guvernator. Majoritatea guvernoratelor sunt utilizate ca diviziuni administrative în statele arabe.

## Statele arabe
- Guvernoratele Bahrainului
- Guvernoratele Egiptului
- Guvernoratele Irakului
- Guvernoratele Iordaniei
- Guvernoratele Kuweitului
- Guvernoratele Libanului
- Guvernoratele Omanului
- Guvernoratele Palestinei
- Guvernoratele Arabiei Saudite
- Guvernoratele Siriei
- Guvernoratele Tunisiei (wilayah)
- Guvernoratele Yemenului